# Filip Švábský
Filip Švábský, či jen Filip Šváb (německy Philipp von Schwaben, srpen 1177 – 21. června 1208, Bamberg) byl od roku 1198 do své násilné smrti římský král.

## Život

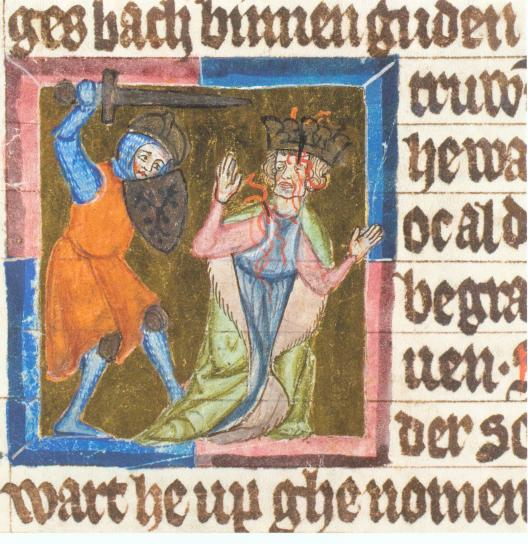
Vražda v Bamberku (středověká iluminace)

Filip Karel Heinz byl nejmladší syn císaře Fridricha Barbarossy a jeho druhé manželky Beatrix Burgundské. Původně se mu dostalo duchovního vzdělání a v letech 1190 až 1193 byl také biskupem würzburským a byl jmenován vévodou franským. Teprve po smrti starších bratrů opustil mladík duchovní cestu a v roce 1195 byl zvolen vévodou z Tuscie a roku 1196 převzal titul švábského vévody.
V květnu 1197 se v Gunzelechu u Augsburgu oženil s Irenou, vdovou po mladém sicilském králi Rogerovi. Týž rok na malárii zemřel Filipův starší bratr a císař Jindřich VI. Říše osiřela a ač byl již roku 1196 korunován římským králem Jindřichův malý syn, králem se i pro šířící se zvěst o chlapcově úmrtí po nezbytných vyjednáváních stal Filip. V září 1198 byl v Mohuči korunován římským králem. Současně si však welfská strana zvolila za krále Otu IV. Brunšvického z rodu Welfů. Rozpoutal se urputný boj o trůn, kterého využil český král Přemysl, přikláněje se hned na tu, hned na onu stranu, až získal od obou rivalů potvrzení dědičného královského titulu, který mu navíc přiznal i papež Inocenc III., jenž ve sporu o římskou korunu podporoval Otu Brunšvického.
| „              | ... stavíme se proti [Filipovi], neboť jestliže by měl bratr nastoupit po bratrovi stejně, jako syn po otci, zdálo by se, že říše... není udělována volbou, ale [rodovým] následnictvím. Proto by se to, co by mělo být svobodné, zdálo dědičným... | “ |
| — Inocenc III. | |   |

V následujících letech se Filipova pozice na římském trůně vylepšila, protože po porážce Anglie, k níž byl soupeř Ota poután příbuzenskými vztahy, přišel o anglickou finanční podporu. Mnoho jeho spojenců včetně bratra Jindřicha poté přešlo na Filipovu stranu. V bitvě u Wassenbergu 27. července 1206 byl Ota zraněn a poražen. Poté byl nucen vzdát se svých území v okolí Brunšviku a ztratil dokonce i papežskou podporu.
K nečekanému zvratu došlo 21. června 1208 na sněmu v Bambergu, kdy se stalo něco u Němců dosud neslýchaného. Bavorský falckrabě Ota VIII. z Wittelsbachu prořízl při siestě v biskupském paláci nic netušícímu Filipovi krční tepnu a poté se mu i se společníky podařilo utéct. Vražda byla pravděpodobně odplatou na zrušené zasnoubení s Filipovou dcerou Beatrix.
| „                                   | Císař Filip byl zabit od falckrabího Oty. | “ |
| — Druhé pokračování Kosmovy kroniky |                                           |   |

Tělo zesnulého bylo pohřbeno v bamberském dómu. O pět let později nechal Fridrich II. strýcovy ostatky přenést do Špýru, kde byly 29. prosince 1213 v olověné rakvi uloženy po boku jeho předků. Roku 1900 byl Filipův hrob znovu otevřen. Pozůstatky krále byly zavinuté do hedvábných rouch, z nichž některá pocházela z textilních dílen v Palermu a podařilo se je částečně zrekonstruovat.

## Potomci
Oženil se s byzantskou princeznou a vdovou po sicilském králi Irenou Angelovnou. Z manželství se narodilo celkem sedm dětí, z nichž se dospělosti dožily čtyři dcery:
- Beatrix, provdána za otcova soupeře o římský trůn Otu IV.
- Kunhuta, provdána za budoucího českého krále Václava I.
- Marie, provdána za vévodu Jindřicha II.
- Alžběta, provdána za kastilského krále Ferdinanda
- Rainald
- Fridrich
- Beatrix